# Ніздрець
Ніздрець (пол. Nozdrzec) — село на Закерзонні, у гміні Нозджець, Березівського повіту Підкарпатського воєводства, у південно-східній частині Польщі. Населення — 1314 осіб (2011).

## Розташування
Розташоване приблизно за 17 км на північний схід від повітового центру Березова і за 32 км на південний схід від воєводського центру Ряшева.

## Історія
Вперше згадується в 1436 р.
Село знаходиться на заході Надсяння, де внаслідок примусового закриття церков у 1593 р. українське населення зазнало латинізації та полонізації. У 1886 р. в селі було 1189 жителів.
У 1934—1939 рр. село було адміністративним центром об'єднаної сільської ґміни Ніздрець. На 1936 р. рештки українського населення належали до греко-католицької парафії Глідно Динівського деканату Апостольської адміністрації Лемківщини. Село належало до Березівського повіту Львівського воєводства.
У 1975—1998 роках село належало до Кросненського воєводства.

## Демографія
Демографічна структура станом на 31 березня 2011 року:
|          | Загалом | Допрацездатний вік | Працездатний вік | Постпрацездатний вік |
| -------- | ------- | ------------------ | ---------------- | -------------------- |
| Чоловіки | 625     | 138                | 412              | 75                   |
| Жінки    | 689     | 132                | 414              | 143                  |
| Разом    | 1314    | 270                | 826              | 218                  |